# Taieb Cherkaoui

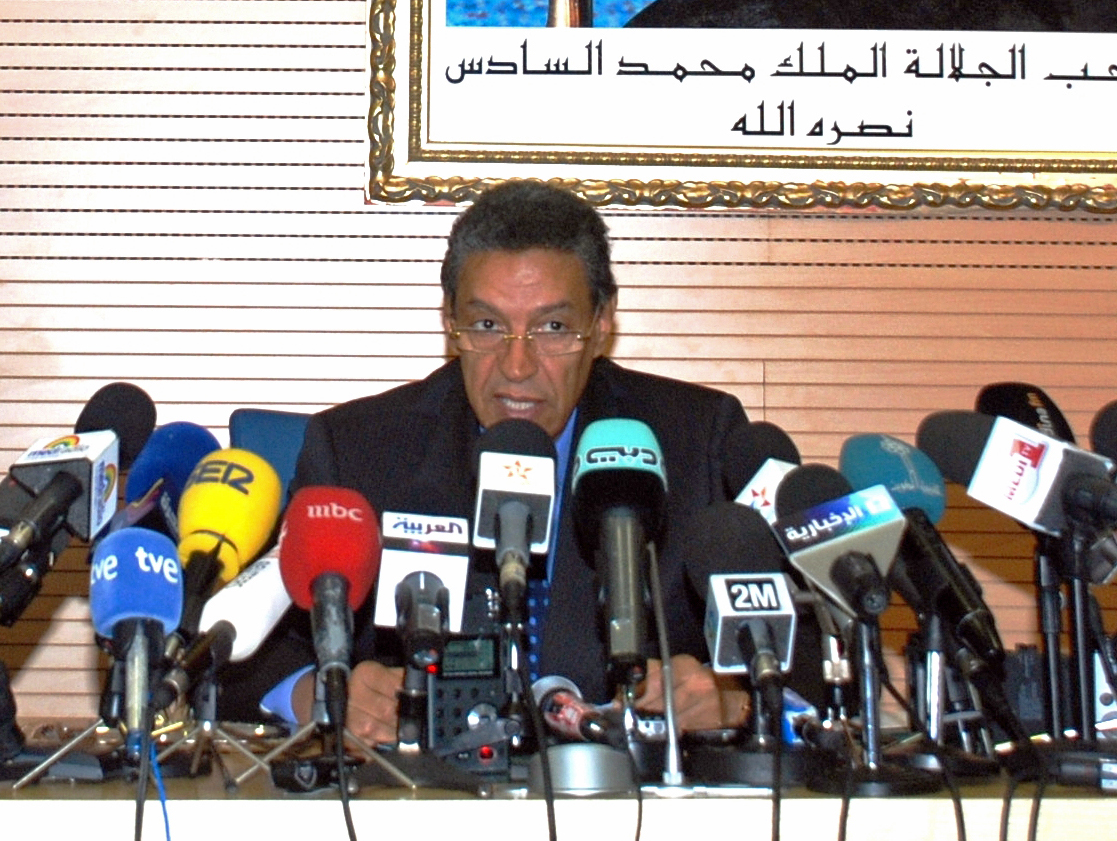

Taieb Cherkaoui (1949) es un político y juez marroquí, desde el 5 de enero de 2010 es Ministro del Interior, sucediendo a Chakib Benmoussa. Trabajó en sus primeros años como fiscal, después fue director de Asuntos Penales del Ministerio de Justicia y Presidente del Tribunal Supremo.